# قارب الكانو

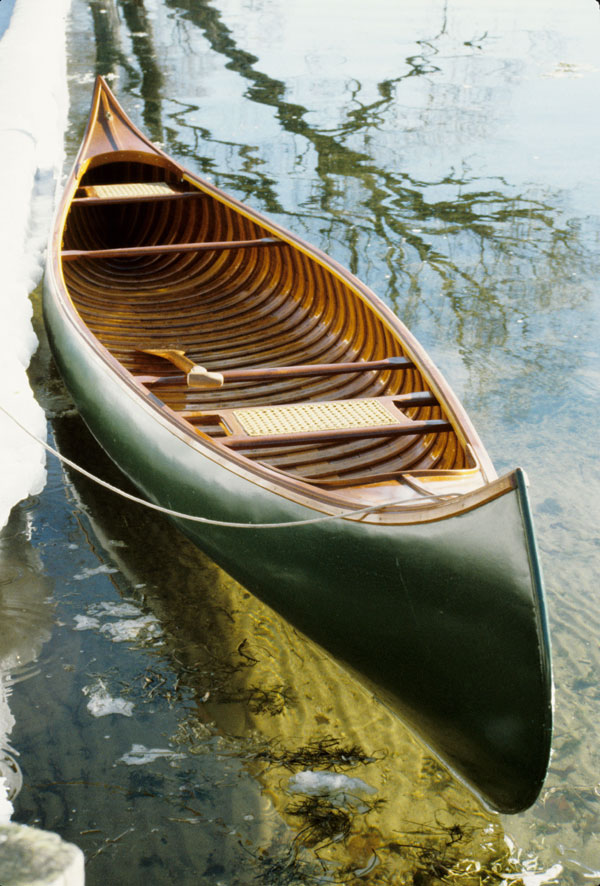
قارب ب. ن. موريس (B. N Morris) المصنوع من الخشب والكتان

الكَنْوُ أو الخفاف أو الكانو هو قارب أو زورق صغير ضيق خفيف الوزن، عادة ما يكون مدببًا في مقدمته ومؤخرته، يتحرك بواسطة تجديف واحد أو أكثر من الجالسين أو الرياضيين وينطلق في اتجاهه باستخدام مجداف بريشة واحدة. وقد يكون أيضًا يستمد طاقته من الشراع أو محرك خارجي.
وتختلف القوارب عن غيرها من المراكب والسفن:
- فالقوارب الجلدية تستخدم مجداف بريشتين وعامة يكون سطحها مغلقًا.
- وقوارب الجذف تتحرك بواسطة مجاديف ويكون اتجاه التجديف فيها إلى الوراء. قارب آديرونداك هو قارب جذف يحتوي على الخطوط ذاتها الموجودة في القارب العادي.
- قارب التنين يشبه القارب الكبير ولكنه لا يعد زورقًا لأنه منذ إنشائه يختلف عن القوارب الأخرى.
- قارب بيروجو، أو كاجوين يشبه القارب العادي ولكنه بقاع مسطح ويمكن تحريكه أو تسييره.

## نبذة تاريخية
يُعتقد أن كلمة قارب Canoe جاء أصلها من الكلمة الكاريبية "canoa". تشكلت القوارب في الأساس وتم تجويفها من جذوع الشجر الكبيرة.
أُنشئ أقدم قارب معروف ما بين 8200 و7600 قبل الميلاد وهو قارب بيسي والذي عُثر عليه وتم عرضه في هولندا.

## التصميم والإنشاء

### الأجزاء
1. مقدمة القارب
2. مؤخرة القارب
3. هيكل القارب
4. المقعد (قوارب الأنهار ربما يكون لها «سرج» رغوي بدل المقعد)
5. مقعد المجدف – هي عارضة أفقية بجانب مقدمة الهيكل وتستخدم في تقوية هيكل القارب. وتخدم في كثير من الأحيان الغرض الثاني من توفير نقطة ربط الـحقائب الجافة ولوازم أخرى.
6. الشفير – هو شريط تدعيم يسير على طول الحافة العلوية لهيكل السفينة المرفق بها «مقعد/مقاعد المجدف»، عادة ما يصنع الشفير من الخشب أو الألومنيوم أو البوليستر. القوارب الحديثة المجهزة بشرائط السيدار بها شفيرات تحتوي على أجزاء داخلية وخارجية تسمى «داخلية» و«خارجية». يعطي هذان الجزءان من الشفير الصلابة والقوة للهيكل. في كثير من الأحيان يحتوي الجزء الداخلي للشفيرة على «بالوعات» أو ثقوب للصرف عندما ينقلب هيكل القارب رأسًا على عقب للتشوين.
7. ظهر القارب (الذي يحمل حجرة أو كتلة الرغاوي التي تمنع القارب من الغرق إذا انقلب أو غُمِرَ بالماء)
8. مقرن خشبي – عند مقعد المجدف أو قرب مركز القارب بهدف السماح لشخص بحمل القارب، وفي كثير من الأحيان يصنع على شكل كتفين للراحة. وغالبًا ما يتم وضع المقرن الخشبي قرب مقدمة مركز جاذبية القارب لذا ترتفع مقدمته قليلًا عندما يكون محمولا، ويسمح للحامل برؤية اتجاه الذهاب.

وهناك ميزات اختيارية في القوارب الحديثة (لم تعرض في الرسم البياني):
- العارض – في القوارب الألومنيوم، تكون العارضات الصغيرة كصناعة أعمال فنية عندما يتم ربط شطري الهيكل. في القوارب من الخشب والكتان، تكون العوارض غير مستوية لحماية القارب من الصخور ومن سحبها على الشاطيء. تتميز القوارب البلاستيكية بالعوارض التي تقوي الهيكل وتسمح بتشكيل أنبوبي للتفريغ من قاع القارب. القوارب البدائية المقلدة مصنوعة من جلود الحيوانات وغيرها من المواد الطبيعية وغالبًا ما تستخدم الفروع الخضراء والمرنة الأخرى، والمواد العضوية للاحتفاظ بالشكل العائم أثناء مقاومة خطر وجود ثقب أو تآكل. تحسن العوارض في القوارب من الاستقرار الاتجاهي ولكنها تقلل من إمكانية التحويل بسرعة. ومن ثم، فهذه القوارب أكثر ملاءمة للسفر في البحيرات، ولا سيما عند السفر في المياه المفتوحة مع الرياح المتعامدة. وعلى العكس، فإن قيعان العوارض و«المخاريط» غير مرغوب فيها في الأنهار شديدة الانحدار لأن التحول السريع مطلوب في كثير من الأحيان. قد تتبع الهياكل المصممة تصميمًا جيدًا مباشرة دون عارضة، ومن ثم فإنها تتجنب الجر الإضافي وتقلل من السحب.
- الحقائب العائمة - حقائب هوائية كبيرة قابلة للنفخ، عادة ما تستخدم في ملء الفراغ تمامًا بين اثنين من مقاعد المجدفين والمقاعد، وتوضع في مكان أمام شبكة نايلون لتأمين الشفيرة، وتستخدم لزيادة نسبة الطفو وتمنع الغرق (عن طريق خفض حجم القارب الداخلي) في الأنهار شديدة الانحدار
- غطاء على سطح السفينة أو غطاء شفاف – عبارة عن غطاء لمنع الماء من الوصول إلى القارب
- حلقة الدّهان – حلقة تستخدم لإرفاق «الدّهان» في القارب لـ«تبطين» (إبحار) القارب أو ربطه
- لوحة التزحلق الجانبية – قطعة من الكيفلر أُلصِقت في قاع القارب للحماية من الكشوط التي تحدثها الصخور وما شابهها

جزء هيكل القارب الواقع بين الخط المائي وقمة الشفير تسمى بالمنطقة الحرة.

### المواد

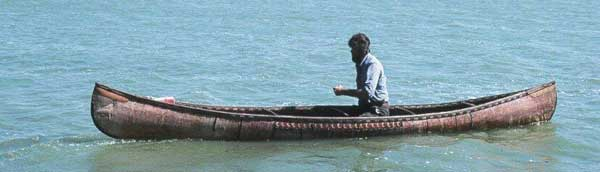
ماليسيت هو قارب لحاء الباتولا أنشأه هنري فيلان كورت (Henri Vaillancourt)، والذي اشتهر باسم جون ماكفي في كتابه، بقاء قوارب بارك (Survival of the Bark Canoe)

كانت القوارب الأولى تُصنع من المواد الطبيعية:
- كانت القوارب في البداية خشبية، [6] تُجوف ببساطة من جذوع الأشجار (راجع قارب شجري). ولا تزال هذه التكنولوجيا متبعة في بعض أجزاء العالم. قد تكون القوارب الخشبية الحديثة ألواح خشبية (أو «فواصل» أيضًا)، أو الخشب والكتان، أو الإبرة والصمغ، أو رقائق خشبية ملصوقة بعضها فوق بعض أو كقوارب لحاء الباتولا مبنية على يد حرفي ماهر. ومن الممكن أن يصبح لهذه القوارب استخدامات جيدة ويخفف وزنها وتقوى وكثيرًا ما تكون أعمالاً فنية جميلة.
- بنى العديد من الشعوب الأصلية للأمريكتين قوارب لحاء الباتولا، مخيطة بجذور الشجر ومسددة بـالراتين. عادة ما يستخدم سكان أمازون الأصليون أشجار هيمينيا. وصنع سكان أستراليا الأصليون القوارب أيضًا باستخدام مواد متنوعة، بما في ذلك اللحاء وتجويف جذوع الشجر، التي كثيرًا ما زُينت بعناية مع المغرة.[7] في منطقة أمريكا الشمالية معتدلة المناخ، سيدار أبيض كان يستخدم لإطار ولحاء ورق البتولا للشكل، مع الفحم والدهون مختلطة بالراتين. وهناك عدد قليل من بناة القوارب قاموا بإحياء بناء قوارب لحاء البتولا، بما في ذلك هنري فيلان كورت وتوم ماكينزي (Tom MacKenzie) ومارسيل لابيل (Marcel Labelle).[بحاجة لمصدر]

وسّعت التكنولوجيا الحديثة إطار المواد المتاحة لبناء القوارب.

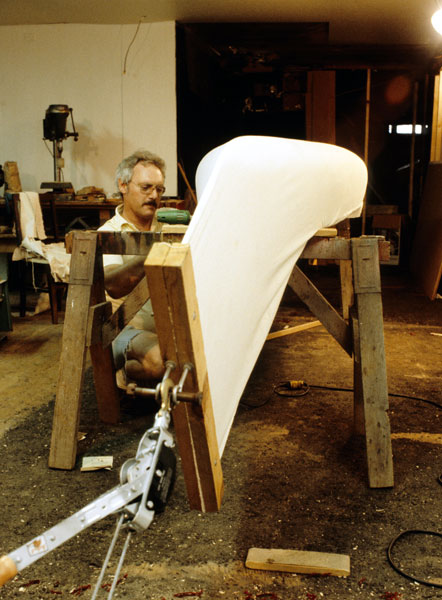
الكتان في صناعة القوارب

- صُنعت قوارب الخشب والكتان بواسطة تثبيت المقاومة الخارجية للمياه القنب التي تقشّر الهيكل الخشبي المكون مع ألواح خشب السيدار الأبيض والضلوع الخشبية. نشأت القوراب هذه مباشرة من إنشاء لحاء البتولا. وجاء التحول في القرن التاسع عشر، أولاً، عندما كان بناة القوارب في أونتاريو يضعون الكتان بدلًا من اللحاء في إنشاء السرير التقليدي، ومؤخرًا، عندما تكيف بناة القوارب في ماين مع تكنولوجيا الأشكال المقلوبة في بناء القوارب الإنجليزية. أما المناطق التي كانت تعاني من ندرة لحاء البتولا أو تجاوز الطلب للكمية الجاهزة، فكان عليهم استخدام مواد أخرى، مثل القنب، لينجحوا في ترقيع قوارب لحاء البتولا بالكتان أو القماش. وقد بذلت الجهود في مختلف المواقع لتحسين تصميم قوارب اللحاء مثل بيتربورو، أونتاريو كندا حيث كان إنشاء الألواح والضلوع الخشبية يستخدم بواسطة شركة قوارب بيتربو، وفي ماين في الولايات المتحدة الأمريكية حيث تم استخدام مواد مماثلة من قبل شركات مختلفة. كانت ماين موقع تطوير القوارب التجارية المصنوعة من الخشب والكتان.

كان أول بنّاء تجاري للقوارب المصنوعة من الخشب والكتان إيفان إتش. جيريش من بانجور، مين. كان جيريش يعمل مرشد لرحلات الصيد البري وصيد الأسماك من براون ويل، مين وقد انتقل إلى مين في 1875 ... وبدأ تجاربه بنظام بناء القوارب المصنوعة من الخشب والكتان. ... وبحلول عام 1878، كان جيريش يُصنع حوالي 18 قاربًا سنويًا بانتظام في متجره الكائن في 18 شارع بورد. وفي عام 1882، قام بتشغيل أول موظف لديه وقد وصل إنتاجه إلى 25 قاربًا في العام بمتوسط سعر 25 دولارًا أمريكيًا لكل قارب. وبدأ صيت القوارب المصنوعة يذيع في سوق الأنشطة الترفيهية. وكان لجيريش عملاء من خارج مين، وفي عام 1884 كان جيريش ينتج أكثر من 50 قارب سنويًا علاوة على إرساله عدد من القوارب إلى معرض في معرض نيو أورلينز New Orleans Exposition.
وبعد فترة قصيرة قامت شركات أخرى أعلى النهر في بانجور بتصنيع القوارب المصنوعة من الكتان بنفسها بالإضافة إلى تحسين عملية التصنيع. ووضع بي إن موريش حجر الأساس لشركته فايزي بوت آند كنو كومباني Veazie Boat and Canoe Company في الطابق الثاني من منزله في فايزي عام 1887. وبعد فترة قصيرة تغير اسم الشركة ليصبح بي إن موريس كنو كومباني B.N. Morris Canoe Company وظلت لمدة طويلة من الوقت أحد كبرى شركات صناعة القوارب وأكثرهم شهرة في العالم حتى دمر المصنع حريق هائل اندلع في 1920.
ومن أعلى النهر في فايزي في جيلمان فولز، بدأ إي إم وايت E.M. White إنتاج القوارب عام 1888، في لقاء أُجرى عام 1901 في شركة أولد تاون إنتربرايس Old Town Enterprise روي السيد وايت كيف أصبح مهتمًا في بناء القوارب المصنوعة من الكتان. «لقد شاهدت رجل باسم إيفان جيريش من بانجور يقود مركبًا من الكتان في نهر بينوبيسكوت. ولاحظت سريعًا المزايا التي يتفوق بها هذا النوع عن قارب لحاء البتولا الذي أقوده الذي علاوة على ذلك يرشح الماء. وقد درست القوارب المصنوعة من الكتان وخلال فترة قصيرة أصبحت قادرًا على بناء قارب كان متقنًا جدًا لدرجة أن أحد الأشخاص عرض علي شراؤه.» وبدأ وايت بناء القوارب في منزل الأسرة في جيلمان فولز عن طريق تسخين الدعائم على حوض الغسيل الخاص بوالدته كما استخدم فرس الطاحون للقيادة. وأصبح زوج شقيقة وايت إي إل هينكلي شريكًا عاملاً له كما قدم إليه رأس المال اللازم لفتح متجر كبير قرب أولد تاون. وقامت شركة كارلتون بوت آند كنو في أولد تاون قوارب ببناء مراكب وقوارب لحاء البتولا في السبعينات من القرن التاسع عشر. واتضح أن كارلتون هي الشركة الوحيدة التي كانت تبني كراكب و/أو قوارب لحاء البتولا الذين تحولوا إلى بناء القوارب المصنوعة من الكتان إذ كانت هي الشركة الوحيدة التي كان لها خبرة سابقة في صناعة بناء المراكب. وأشترت شركة أولد تاون كنو لاحقًا شركة كارلتون في أوائل العشرينات من القرن العشرين.
في المحافظة الكندية المجاورة برونسويك الجديدة، من أواخر القرن التاسع عشر حتى حلول عام 1979، شركة تشستونت للقوارب، جنبًا إلى جنب مع شركة أولد تاون للقوارب في ولاية ماين، أصبح أبرز منتجين للقوارب المصنوعة من الخشب والكتان. اشترى الرئيس الأميركي تيدي روزفلت Teddy Roosevelt قوارب تشستونت لرحلة استكشافية في أمريكا الجنوبية. شهدت القوارب المصنوعة من الخشب والكتان انتعاشًا في السنوات الأخيرة وتقدمت جزئيًا بواسطة جمعية تراث القوارب الخشبية (Wooden Canoe Heritage Association). ومن بين بناة هذه القوارب، جيري ستيلموك (Jerry Stelmok)، رولين ثورلو (Rollin Thurlow)، كين سولواي (Ken Solway)، جو سليجا (Joe Seliga) وآخرون.
- الشرائح المتراكبة – وهذه الطريقة هي الأكثر شهرة بين البنائين. يستطيع بعض البنائين المحترفين صناعة أدوات صنع السفن والقوارب التامة الصنع. وتصنع القوارب عن طريق تغرية شرائح خشبية 1/4 بوصة × 3/4 بوصة فوق ضابط بناء يتكون من قوالب تحدد شكل بدن السفينة. وربما تكون الشرائح مربعة القطع أو يُعاد تشكيلها عن طريق لُقم تخديد مخرزة ومجوفة لتحسن من ملاءمتها. وبمجرد لصق تلك الشرائح بالغراء، تُرمَّل جيدًا من الداخل والخارج، ويُثبَّت عليها غلاف من الألياف الزجاجية والإيبوكسي من الداخل والخارج. وتستعمل الألياف الزجاجية الشفافة، الأمر الذي يسمح برؤية الشرائح الخشبية. وعادة ما يُسخدم خشب الأرز، وأحيانًا خشب الصنوبر. وفي بعض الأحيان يستخدم خشب الجوز وغيره من الأخشاب في تثبيت الشرائح[14]
- قوارب ليبستريك الرقائقية المغرّاة – تصنع هذه القوارب بقطع الألواح لتشكَّل في أخشاب رقائقية من النوع البحري. وتوضع الألواح على ضابط بناء وتغرّى الوصلات بعضها ببعض على طول القارب بمادة الإيبوكسي. وهذه الطريقة تُخرج بدنًا متينًا يحتاج إلى بعض الدعائم والحواجز. وثمرة ذلك هي قارب بإطلالة تقليدية يتميز بمنع التسرب حتى مع طول التخزين.
- الغرز والتغرية – وتسمى أحيانا بطريقة «الخشب الرقائقي المشوَّه». في هذه الطريقة، تقطع الألواح طبقًا لنموذج تشكيل من الخشب الرقائقي. وتجمع الألواح ثم تربط مؤقتًا بأسلاك أو أربطة بلاستيكية. وأثناء هذه العملية، تطوّع الأخشاب الرقائقية على الألواح لتعطي القارب شكله المميَّز. أما الوصلات فتدعّمها أشرطة من الألياف الزجاجية والإيبوكسي الغليظ[15]

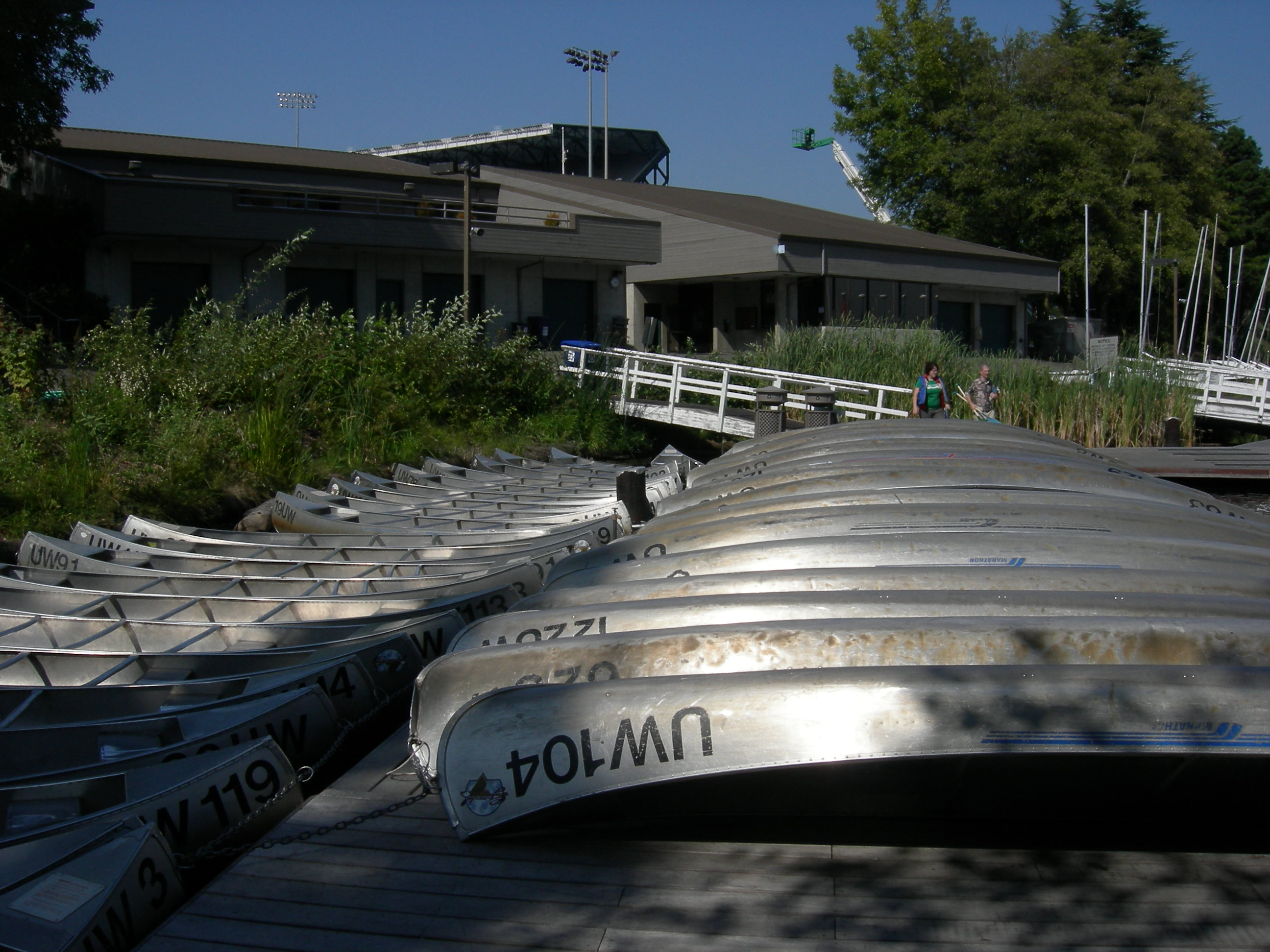
عشرات من الزوارق المصنوعة الألومنيوم في جامعة واشنطن

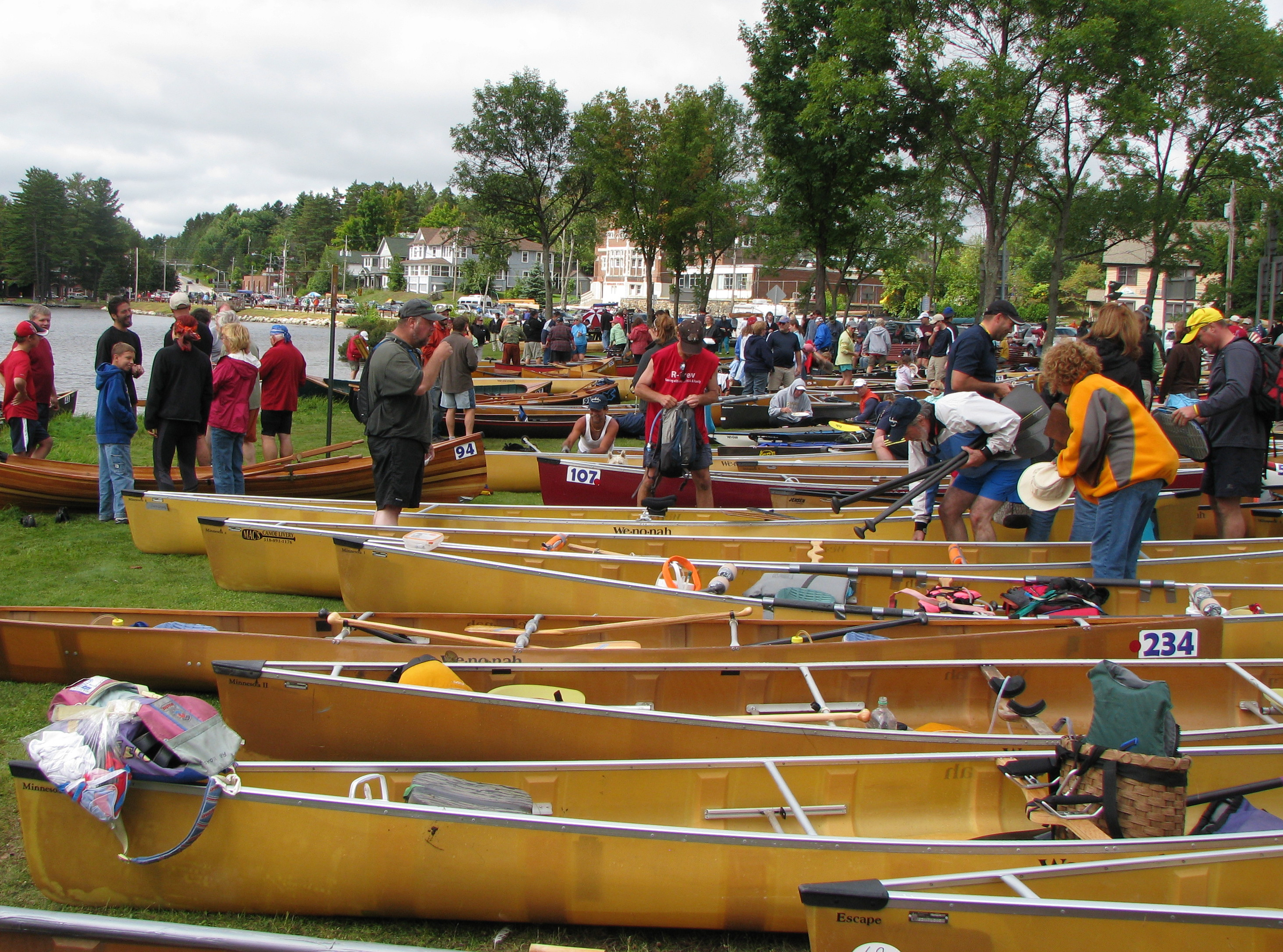
قوارب كيفلر سرانك ليك، نيويورك

- وصاحبة السبق في صناعة قوارب الألومنيوم هي شركة غرومان، وكان ذلك في 1944 عندما أخذ الطلب على طائرات الحرب العالمية الثانية في التدني. وقوارب الألومنيوم أخف في بنيتها وأقوى في تركيبها عن غيرها من التقنيات الخشبية المعاصرة. ولكن قارب الألومنيوم يغرق إذا انقلب، إلاإذا زوّدت نهايتيه بدعامات طفو. إضافة إلى أنها قد تكون مزعجة، لذا غالبًا ما تزود شفتها بوسادات لإخفات الصوت.
- ويستخدم مزيج من الألياف الزجاجية، الكيفلر والألياف الكربونية في صنع المراكب التخليقية. وتطورت هذه المواد على مدار 50 عامًا، فهي الآن خفيفة وقوية وسهلة التطبيع. وسهولة حركة هذه المراكب كان مما ساعد المجدِّفين المحترفين في الوصول إلى المناطق البرية النائية. وفي حين أن الكيفلر والألياف الكربونية مكلفين جدًا، إلا أنهما أكثر تحملاً من المواد الأخرى. وبينما تستطيع الألياف الضوئية تحمل الأوزان الخفيفة، إلا أنها لا يمكنها تحمل التصادمات. ولكنها سهلة التصليح بخلاف أغلب المواد الأخرى.
- أكريلونيتريل بيوتادايين إستيرين (ABS) أو ايه بي إس علامة تجارية «روياليكس» هي مادة مركبة يصنع منها هيكلاً له قدرة على التحمل وقابلية للانثناء. تناسب هذه المادة القوارب التي تستخدم في مياه الأنهار شديدة الانحدار. وتعرف قوارب ايه بي إس بأنها ترتد ليعود الهيكل إلى شكله الطبيعي دون تغضين يذكر إذا ما اصطدمت بصخرة في ظل التيارات النهرية العاتية. يصعب تصليح هذه القوارب في حالات ثقبها النادرة. إضافة إلى أنه يجب ابقاؤها بعيدًا عن أشعة الشمس، وذلك لئلا تتآكل اللدائن بفعل الأشعة فوق البنفسجية.
- مادة البولي إيثيلين عالية الكثافة (HDP) ذات القوالب الدوارة وهي من المواد الزهيدة والثقيلة التي تستخدم في صناعة القوارب الاصطناعية وتتميز بمقاومتها الفائقة للتآكل وتقليلها للاحتكاك الذي تتعرض له قوارب الشلالات النهرية. والعلامة التجارية لبيليكان كوليمان (Pelican/Coleman) هي رام إكس (Ram-X)، أما ماد ريفر (Mad River) فعلامتها التجارية هي تريبليتف (Tripletough). وهذه المادة يمكن أيضًا لحامها إذا ما ثُقبت.

وكل نوع من القوارب له ميزته الخاصة، كل في مجال استخدامه. فمثلًا القوارب المصنوعة من الخشب والكتان أضعف من قوارب الألومنيوم لذا فهي غير مناسبة للأمواج العالية، ولكنها أهدأ من غيرها لذا فهي مناسبة لمراقبة الحياة البرية. ومن ناحية أخرى، يلاحظ أن القوارب المصنوعة من مواد طبيعية تحتاج إلى صيانة مستمرة، ودون هذه الصيانة تقل متانتها. وهناك قوارب الكيفلر التي تمتاز بمتانتها وخفتها لذا تصلح في الرحلات الاستكشافية. والهجين الحديث من القوارب يجمع بين أناقة وتصميم القوارب الخشبية المتعارف عليها، وبين المزايا المتعددة التي توفرها المواد المستخدمة حديثًا.

### الشكل
يوجد الكثير من القوارب المتماثلة حول خط المنتصف، بمعنى أن أحد النصفين صورة عاكسة للنصف الآخر. وعند تحسين الطراز (نادرًا ما تحدث) ينبغي أن يتساويا سواء كان التجديف للأمام أو للخلف. وكثيرًا ما تكون التصميمات الحديثة غير متماثلة حيث يكون العرض الأعظم أبعد قليلًا من المقدمة، وهذا مما يحسن الكفاءة ويضمن طرازًا أفضل للمقدمة والمؤخرة. وربما تجرى مزيد من التعديلات على القوارب ذات الهيكل المستقيم على جانبي المقدمة وزراع متأرجح أمامي لتحسين التعقب.
والقوارب ذات الشكل التقليدي مثل السفينة التجارية القوارب الرحالة جاري تعديلها لتصبح ذات مقدمة طويلة مستديرة وكذلك الحال بالنسبة للمؤخرة. ورغم أن السفن ذات الأطراف الطويلة يعيقها الريح، تساعد في الإطاحة بالأمواج في الأنهار شديدة الانحدار أو عند الإبحار في المحيط.
وبعض السفن لها مؤخرة مربعة — على شكل حرف واي أو في أو يو — ليركب عليها المحرك الخارجي. وتعمل سفن الشحن الكبيرة بمحركات بالغة القوة، أما القوارب 18 قدم (5.49 م) أو ما دونها في الطول فتسير بمحرك قوته 3 أحصنة (2.2 كيلووات) أو أقل. ويمكن تركيب السنّادات الجانبية على القوارب المستدقة المؤخرة لتركب عليها المحركات الخارجية بقوة (to 2 horsepower (1.4 to 1.5 kW 1+1/2 مما يدفع القارب بسرعة مدهشة.

#### المقطع المستعرض
يؤثر شكل المقطع المستعرض لـالهيكل تأثيرًا كبيرًا على ثبات القارب في الظروف المختلفة. والثبات هو الصمود أمام الحركات (المتزايدة) التي قد تقلب السفينة. وتمتاز القوارب مسطحة القعر بقدرة كبيرة على الثبات الأولي ولكن هذا الثبات سريعًا ما يتلاشى أمام أي زيادة في الجنوح. حيث تتأثر المركب بهزات مفاجئة بفعل الأمواج الجانبية نتيجة للثبات الأولي الكبير. أما الثبات الثانوي فيعني الصمود أمام الهزات الانقلابية المتزايدة إذا ما حدث جنوح للسفينة.
وفي بعض قيم العرض الأعظم، تعاني القوارب المستديرة القعر بضعف في الثبات عن مثيلتها الأكثر تسطحًا. وفي بعض الأحجام، تكون مساحة سطح السفلي للأجزاء المستديرة أقل ويضعف صمودها في الماء. وكثيرًا ما يقترن اسمها بقوارب السباق.
ويأتي بين القوارب المسطحة القعر والمستديرة القعر نوع آخر شائع هو القوارب ذات القعر قليل التقوس وعلى شكل في والتي تعد حالة بينهما في الأداء والثبات. والقعر المسطح على شكل في - فيه يشكل خط المنتصف نتوءًا يشبه حرف في المسطح - يتشابه إلى حد كبير مع القعر السطحي التقوس، ولكن نسبة حجمه إلى سطحه سيئة للغاية.
وهذه أيضًا قريبة الشبه بجسم المدمرة التي ينحني أعلاها للخلف قليلًا.
وتحتوي كثير من القوارب الحديثة على عدة أنواع من المقاطع العرضية بما يتناسب مع الغرض من القارب.

#### الذراع المترجح
الانحناءة على جانبية الهيكل التي ترتفع على مقدمة السفينة ومؤخرتها تسمى «ذراع مترجح». وزيادة الذراع المتأرجح يؤدي إلى تحسين إمكانية الدوران، ويكون ذلك على حساب التضبيط (سير السفينة في خط مستقيم دون حاجة إلى تصحيح مستمر للمسار). والقوارب الخاصة بألعاب الشلالات النهرية تحتوي على أذرع متأرجحة كبيرة، مما يسمح بسرعة الانحراف وإجادة الحركة. والأذرع الكبيرة من شأنها أن تزيد من ثبات القارب، حيث ترتفع نهايتي السفينة عن الماء وينزل منتصفها الواسع في المياه، مما يساهم كثيرًا في الثبات الكلي للمركب. وإذ كان الذراع المتأرجح بطول 35 مليمتر (1.4 إنش) عند حافتي السفينة فإنه يكفي في إيجاد فرق جوهري في شعور غير المتمرسين على ركوب السفن بالأمان.

## الأنواع
صنع الإنسان في العصور الماضية أنواعًا مختلفة من القوارب ابتداءً بـالقارب الشجري البسيط، ووصولًا إلى قارب السباق بأنواعهما المختلفة. وظهر منذ وقت قريب تصميمات بتكنولوجيا عالية للاستخدامات الرياضية الخاصة.

### التصاميم التقليدية
عادة ما كانت تصنع القوارب في البداية من المواد الطبيعية المتاحة أمام السكان. وتوجد قوارب مختلفة (أو قوارب متشابهة) في عدة أجزاء من العالم:
| القارب الشجري               | تكونت من الأخشاب الجوفاء؛ التي من الممكن أن يكون لها امتدادات لبعض الثقافات. وعلى الساحل الغربي لأمريكا الشمالية، استخدمت القوارب الشجرية الكبيرة في المحيط الهادئ لصيد الحيتان. |
| قارب لحاء البتولا           | في المناخ المعتدل من شرق أمريكا الشمالية، تصنع القوارب بطريقة تقليدية من الهياكل الخشبية المغطاة بـ خشب شجر البتولا والقير الذي يجعله صامدًا ضد الماء. |
| قوارب الرحالة               | تقليدي قوارب الرحالة هي أكبر من القوارب المصنوعة من لحاء البتولا وتبنى لغرض أعمال تجارة الفرو والقدرة على حمل من 12 إلى 20 راكبًا و1,400 كيلوغرام (3,100 رطل) من الحمولة. حيث كان الحجمين المألوفين له هما قارب مونتريال بطول 36 قدم ويستخدم في البحيرات الكبيرة وقارب نورث بطول 26 قدم يستخدم في الأنهار الداخلية. |
| قارب مصنوع من الخشب والكتان | تم تطوي القارب المصنوع من الخشب والكتان في ولاية ماين في أواخر القرن الـ 19 بدلاً من القارب المصنوع من لحاء البتولا وذلك عندما أصبح الكتان سهل المنال عن لحاء البتولا. وتم بناء القارب الظاهر هنا من خلال الصانع الماهر الذي عُرف مؤخرًا جو سليجا من مدينة إيلي، بولاية مينيسوتا. |
| قارب حربي                   | لقد استخدمت القوارب الحربية على نطاق واسع في أفريقيا لنقل القوات والإمدادات والاشتباك مع الأهداف البرية. وعلى الرغم من أن توثيق القوارب العادية أمام القوارب الحربية في المحيطات المفتوحة من الأمور النادرة، فقد ذكرت سجلات منذ القرن الرابع عشر أن هناك شعوبًا قبلية مختلفة من غرب أفريقيا استخدمت قوارب حربية ضخمة في المياة الداخلية، 80 قدم (24 م) وبعضها كان يحمل أكثر من 100 مقاتل. تُبنى القوارب الحربية في الأساس من جذوع الأشجار الضخمة، وأشجار القطن الحرير لكونها مفيدة على وجه الخصوص. ويتم حفر القارب ونحته من الداخل باستخدام النار والأدوات اليدوية. وتُستخدام الأقواس الكبيرة والسلاسل لمنع التوسع الزائد عند بناء القوارب باستخدام النار. وتعمل النيران أيضًا على التخلص من النسغ والوقاية من الآفات الحشرية. تتسع بعض القوارب من 7 إلى 8 قدم (2.4 م) أقدام من الداخل، حتى تستوعب مقاعدها المجدفين، والمرافق مثل المواقد ومضاجع للنوم. وعادة ما يكون تسليح المقاتلين على متن القارب بالدروع والرماح والأقواس. وفي عصر البارود، كانت تركب المدافع المصنوعة من الحديد أو النحاس الأصفر في بعض الأحيان على مقدمة القارب أو مؤخرته، رغم أن قوة النيران التي يتم إطلاقها من تلك الأماكن والأسلحة غير مؤثرة نسبيًا. وبصفة عامة، يحال الحظ الجنود الذين يطلقون النيران لتغطية مأموريات الإغارة التابعة لهم. التكتيك النموذجي للمناوراة القريبة من الشاطئ، هو إطلاق النيران من الأسلحة، ثم الانسحاب السريع لفتح الماء وإعادة تحمليها قبل الاندفاع مرة أخرى لتكرار هذا التسلسل. وتعتبر عملية نقل القوات والإمدادات هي المأمورية الأولية، ولكن الالتزامات بقوارب غير القوارب المتفق عليها في الأهوار والأنهار الصغيرة والبحيرات الموجودة في غرب أفريقيا مهمة أيضًا. |

### التصاميم الحديثة
عادة ما تصنف أنواع القوارب الحديثة من خلال الاستخدام المعدة له. فالعديد من التصاميم الحديثة هي قوارب هجينة (الاتحاد بين نوعين أو أكثر من التصاميم، بغرض الاستخدامات العديدة). وفي كثيرمن الأحيان يحدد الغرض المصنوع من أجله القارب المواد المستخدمة في صنعه. حيث تم تصميم معظم القوارب إما لشخص واحد (فردي) أو لشخصين (ترادفيًا)، ولكن تم تصميم بعض القوارب لتحمل أكثر من فردين.
| قوارب السياحة والرحلات                   | في أمريكا الشمالية، "قارب السياحة" هو القارب الجيد المستخدم للتتبع المباشر في البحيرات التي في مهب الرياح وغيرها. بينما "قوارب الرحلات" لديها قدرة أكبر على الرحلات البرية حيث تم تصميمها بأذرع متأرجحة لتسهيل الاستخدام الجيد في الأنهار شديدة الانحدار ولكن تتطلب بعض المهارات من جانب المجدف خاصة في المياة المفتوحة وعند تحميلها بالكامل. وعادة ما تُصنع القوارب السياحية من مواد خفيفة وتتوفر فيها أماكن للراحة وللشحن، في حين أن قوارب الرحلات (مثل مشتقات تشستنوت بروسبيكتور "Chestnut Prospector" ورحالة أولد تاون "Old Town") غالباً ما تصنع من مواد أثقل وأمتن، وبالطبع عادة ما تكون أقرب للتصميم التقليدي. |
| قارب بروسبيكتور                          | هو اسم عام لتقليد نموذج تشستنوت المشهور، وهو النوع الشائع لقوارب الرحلات المحدد من خلال جسم القارب المتناسق وكمية كبيرة نسبيًا من الأذرع المتأرجحة، وذلك للحصول على التوزان المناسب للرحلات البرية، والقدرة على حمل كمية كبيرة نسبيًا من الأجهزة، في حين يسهل استخدامه في الأنهار شديدة الانحدار. وهذا من شأنه أن يجعل القوارب البرية رائعة وتستوعب كمية أكبر، ولكنها تتطلب مهارة في التعامل معها في المياة المفتوحة المعرضة للرياح عندما تكون بكامل طاقتها. وهي مصنوعة من مواد متنوعة. لبناء منزل، عادة ما نستخدم الخشب الرقائقي بسمك 4 ملليمتر، وفي الرقائق البحرية الأساسية، نستخدم تقنية "الغرز والتغرية". ولبناء القوارب التجارية، عادة ما تبنى من الألياف الزجاجية وإتش دي بي إي وألياف كيفلر وألياف الكربون ورويليكس الذي يعتبر ثقيلًا نسبيًا ومعمرًا. |
| القوارب السياحية المخصصة لمسافات طويلة   | القوارب السياحية المخصصة لمسافات طويلة غالبًا ما تغطى بسطح صلب ممتد حتى "حجرة القيادة" وحتى المجاديف. فحجرة القيادة بها مميزات كثيرة: حيث إنه من الممكن جعل الشفير منخفضًا بشكل أكبر وأضيق ومن ثم يصل المجداف للمياه بسهولة أكبر ومن الممكن أن تكون حافة القارب أعلى للحفاظ على القارب جافًا. وهناك قوارب أقل ذات السم المستدير والنهايات الكاملة تعمل في المياه المضطربة. |
| قارب الأنهار شديدة الانحدار              | والمعروف أيضًا بقارب النهر- حيث يصنع عادة من المواد الثقيلة التي هي من صنع الإنسان، مثل نظام منع انغلاق المكابح أو ألياف كيفلر، التي تعمل على ثبات القارب؛ في حالة عدم وجود صالب للقارب وزيادة الأجهزة السهلة الاستخدام؛ وغالباً ما يكون هناك نقاط ثبات إضافية لتأمين العوامات والشدات وزينة سطح القارب. وهناك بعض القوارب تم زخرفتها حيث تبدو كثيرًا مثل القوارب الجلدية، الا أنها مازالت تعمل بالمجداف ويعمل المجدف وهو في وضع الركوع وبمجداف ذي ريشة واحد. |
| متعة ركوب القوارب القارب المغطى          | تختص القوارب الجماعية التي تستخدم في الأنهار شديدة الانحدار بأنها تستخدم للعب والمسابقات. وأغلبها متماثل في الصغر، حيث إن القوارب الجلدية ذات قاع مسطح عدا التجهيزات الداخلية له. حيث يجلس المجدف على ركبتيه في القارب ويستخدم المجداف الفردي. |
| القارب المتعرج في الأنهار شديدة الانحدار | هناك بعض القوارب المغطاة التي تبدو كثيرًا مثل القوارب الجلدية، إلا أنها مازالت تعمل بالمجداف ويعمل المجدف وهو في وضع الركوع وبمجداف ذي ريشة واحد. |
| قارب السباق في الأنهار شديدة الانحدار    | هناك بعض القوارب المغطاة تستخدم في منافسات السباق في الأنهار شديدة الانحدار، حيث يجلس المجدف وهو في وضع الركوع وبمجداف ذي ريشة واحد يشبه قارب سباقات التعرج ولكنه أطول وأعلى حجمًا منه للحفاظ على سرعته في خط مستقيم. |
| قارب ذو مؤخرة مربعة                      | تم تزويد القارب غير المتماثل ذي المؤخرة المربعة بـ بمحرك على ظهره ليستخدم في السفر في البحيرات أو الصيد. |
| قارب سباق                                | معروف أيضًا بـ قارب العدو السريع — تم بناؤه بغرض سباق يستخدم القارب في السباق على المياه المسطحة. ولتخفيضمقاومة، نقوم ببناء عارضة طويلة وضيقة تجعلهم غير مستقرين. ويبلغ طول قارب السباق الفردي 5.2 مترًا أو 17 قدم (5.2 م)؛ حيث يخوض المتسابق السباق جالسًا على ركبة واحدة، ويجدف من جانب واحد فقط في سي-1، سيكون المتسابق بحاجة إلى دفع القارب من النقطة جيه ليظل محتفظًا بمساره المستقيم بانتظام. سباقات الماراثون تستخدم القوارب المتماثلة في الضيق. |
| قارب قابل للنفخ                          | تتماثل في البناء والمواد مع غيرها من القوارب القابلة للنفخولكن شكلها يشبه القارب. وهذا يعني أنه من الخطر استخدامه في الأنهار شديدة الانحدار ومن الصعب أيضًا استخدامه في السفر في المياه المسطحة. |
| قارب سباق                                | يعرف القارب الملحق بالعوامة بـقارب سباق (أو اما)، وذلك لعمل التوازن للقارب. وتستخدم عادة للسباق. |

## الاستخدام

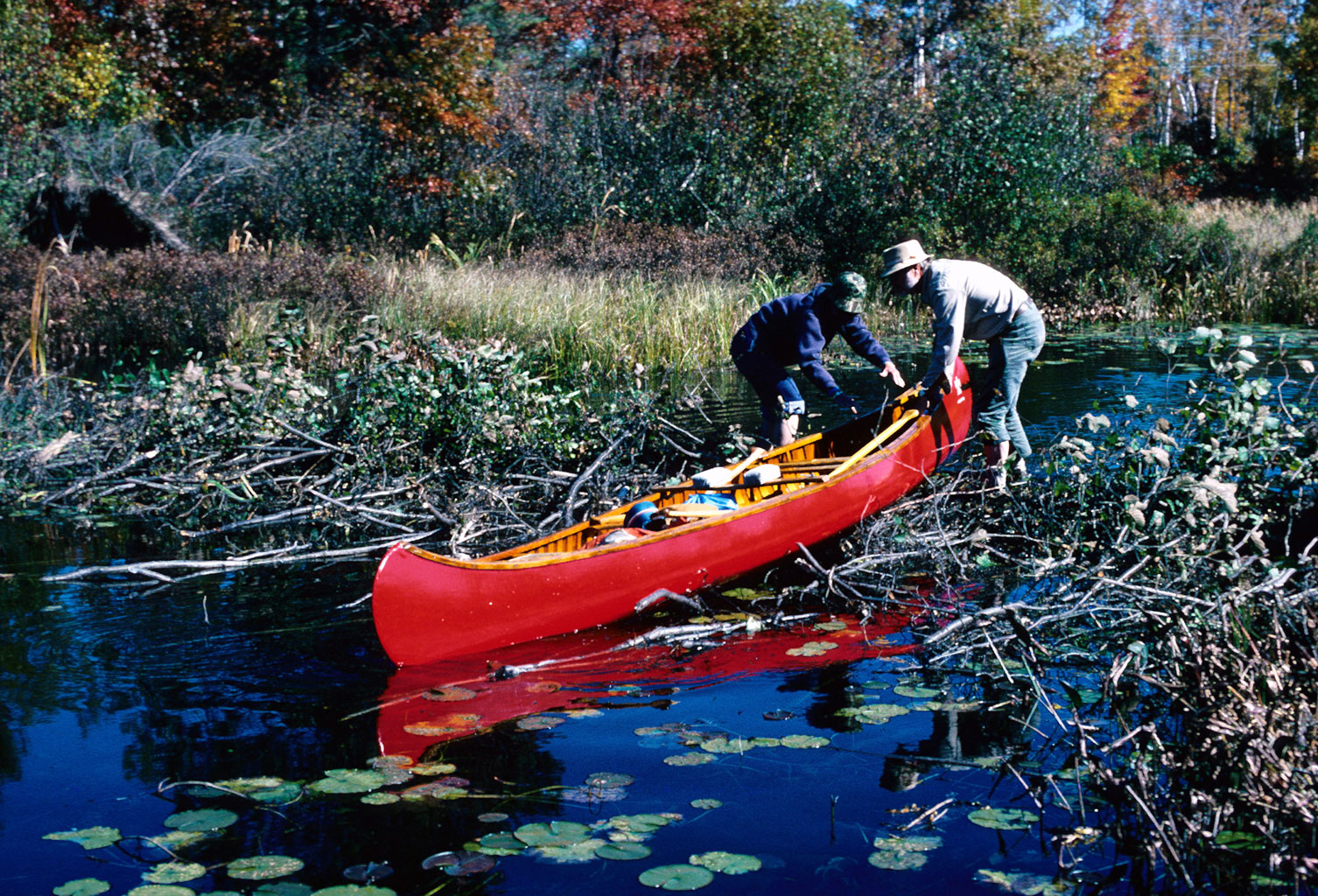
قارب مصنوع من الخشب والكتان مرفوع على سدود بنتها القنادس.

اشتهرت القوارب بعدم الثبات، ولكن سيحدث العكس إذا تم التعامل معها بشكل صحيح على سبيل المثال، يحتاج الركاب إلى الحفاظ على مركز الثقل في أدنى مستوى ممكن. تستطيع القوارب الإبحار وسط المياه سريعة الحركة حيث إن المُجدفين يكونوا على حذر دائم لاكتشاف المنحدرات وعلى اتصال بالمُجدفين الآخرين بطريقة جيدة.
عندما يستقل اثنين من المُجدفين على القارب، يقوموا بالتجديف على جانبي القارب. على سبيل المثال، قد يمسك صاحب المجداف الأمامي (صاحب المجداف الأمامي) المجداف على جانب الميناء، واضعًا يده اليسرى أعلى المجداف ويده اليمنى على أعلى مقدمة المجداف. تقوم اليد اليسرى في الغالب بدور محور أما معظم القوة فتندفع من اليد اليمنى. يُجدف الموجود في مؤخرة القارب في الجانب الأيمن، واضعًا يده اليمنى أعلى المجداف ويده اليسرى على مقدمة المجداف. حين الإبحار إلى الأمام بطريقة مباشرة، في الغالب يوجه الراكبين المجداف من المقدمة إلى المؤخرة، بخط مستقيم مع الحافة العليا من جانب القارب.

### التجديف بالترادف
تتسبب حركة القائمان بالتجديف في تحريك القارب في الاتجاه المعاكس لحركة المجداف الخلفي. هكذا، يعتبر توجيه القارب أمرًا في غاية الأهمية، لأن القوارب تصمم على شكل مسطح القاع وتستجيب بدرجة كبيرة عند بدء الدوران. هناك أنواع عديدة لأساليب توجيه القارب، بشأن من تقع عليه المسؤولية الأساسية عن توجيه القارب.
من بين الطرق الاحترافية للتجديف في المياه شديدة الانحدار، تُلقى المسؤولية على عاتق المُجدف الخلفي لتوجيه القارب، باستثناء حالتين: يُجدف المُجدف الأمامي عند تفادي الصخور وعند التصدي لأي عقبات أخرى يصعب على مُجدف المؤخرة رؤيتها. أيضًا، يُسئل المُجدف الأمامي عن توجيه القارب عند الرجوع للخلف باستخدام ضربات صغيرة بطريقة صحيحة، في الوقت ذاته يتولى المُجدف الخلفي دور التجديف للخلف.
في العادة يعتبر توجيه القارب من المقدمة، طريقة أقل احترافية. من ضمن مميزات توجيه القارب من الأمام، قدرة المُجدف الأمامي على تغيير جانبي القارب بطريقة أسهل من المُجدف الخلفي. يعتبر توجيه القارب من الأمام أسهل من توجيهه من الخلف، لأنه عند توجيه القارب لليمين، يلزم على المُجدف الخلفي الاتجاه لليسار. من ناحية أخرى، يعتبر المُجدف الذي لا يستطيع توجيه القارب مصدر القوة أو الدفع للأمام عند توجيه القارب، ويجب وضع مصدر الدفع الأقوى في مقدمة القارب لاستقرار القارب بدرجة كبيرة عند توجيهه.
في المياه المسطحة، يمكن الدوران عن طريق الانحناء بالقارب بدرجة طفيفة اتجاه الجزء الخارجي من المنحنى حيث يتم التجديف بضربة أمامية كالعادة.

### ضربات المجداف
تستخدم ضربات المجداف لدفع القارب وتوجيهه، إما للأمام أو للخلف أو بشكل جانبي. تُنفذ الضربات الأساسية للأمام والخلف والعكس.

### ضبط الأقطاب
في الأنهار سريعة الجريان، قد يستخدم المُجدف الخلفي ضبط القطب. حيث يساعد القارب على الحركة في المياه الضحلة جدًا والتجديف بقوة دفع صحيحة، أو الإبحار تجاه التيار بسرعة عالية للمُجدفين لتحقيق التقدم. وبالمهارة في التعامل مع الدومات يمكن لضبط القطب دفع القارب بانتظام تجاه منحدرات النهر (من الفئة الثالثة) المعتدلة.

### تذبذب الشفير
تسمى هذه الخاصية ب «تذبذب الشفير» أو «الشفير» حيث تمكن القارب من السير بدون مجداف. يقف قائد القارب على الشفير، بالقرب من المقدمة أو المؤخرة، في وضع القرفصاء ليتأرجح بالقارب للخلف والأمام. لا تعد طريقة الدفع المذكورة فعالة ومتوازنة؛ إضافة إلى أن الوقوف على شفير القارب فيه نوع من المخاطرة. إضافة إلى ذلك، قد يتحول هذا الأمر إلى لعبة رياضية حيث يقف اثنان من الرجال على أطراف القارب، حيث يحاول كلًا منهما أن يفقد الآخر توزانه واسقاطه في الماء، في محاولة منهم للإستمرار في الثبات.

## مُجدفين تركوا بصماتهم عبر التاريخ
تلك الشخصيات التالي ذكرها لها رحلات بارزة ورائعة بالقوارب عبر التاريخ.:

### التقليدية
- صمويل دو شامبلان (Samuel de Champlain) - أول أوروبي يبحر داخل كندا، حيث استطاع الوصول إلى أقصى حد في خليج جورجيا (Georgian Bay) في عام 1615
- ألكسندر ماكينزي - أول مستكشف يعبر قارة أمريكا الشمالية، حيث وصل إلى القطب الشمالي في عام 1789 والمحيط الهادي في عام 1793
- ميريويثر لويس (Meriwether Lewis) وويليام كلارك (William Clark) كانت – حملة لويس وكلارك ذهابًا وإيابًا هي الأولى من نوعها في الولايات المتحدة في المحيط الهادي.
- ديفيد طومسون (David Thompson)- رحالة وجغرافي جال وتجول 80,000 ميل (130,000 كم) ورسم خرائط 1,500,000 ميل مربع (3,900,000 كم2) أمريكا الشمالية
- جون ماكجريجور (John MacGregor)- يرجع إليه الفضل في تطوير أول قارب للإبحار والترويج للتجديف على أنها رياضة الطبقة المتوسطة في أوروبا والولايات المتحدة
- بيل ماسون (Bill Mason)- عالم التاريخ الطبيعي والمؤلف والفنان والمخرج السينمائي والمنادي بالحفاظ على الطبيعة، واشتهر بكتب التجديف الشهيرة والأفلام والفن.
- كالفين ريتسترم (Calvin Rutstrum) مُجدف البرية ومؤلف. وصفه بيل مانسون بأنه بطل أحلامه، والشخص الذي أثر فيه تمامًا.

### شخصيات من العصر الحديث (مسافة)
- فيرلن كروجر (Verlen Kruger)- قام بالتجديف لحوالي 100,000 ميل مربع (160,000 كم)، إضافة إلي رحلتين بمسافة 20,000 ميل مربع (32,000 كم)
- دون ستاركل (Don Starkell)– قام بالتجديف لمسافة 12,181 ميل مربع (19,603 كم) من مدينة وينيبيغ إلى بيليم، في البرازيل
- جاري وجواني مكجوفين (Gary and Joanie McGuffin) – قاما بالتجديف نحو كندا أثناء شهر العسل حيث أبحرا إلى بحيرة سوبيريور، وقاما بالتجديف لمسافة 1,200 ميل مربع (1,900 كم) خلال اثنى عشر مسقطًا للمياه منفصلة في شمال أونتاريو (Ontario)
- إيان وسالي ويلسون (Ian and Sally Wilson) سلكوا حوالي 1,200 ميل مربع (1,900 كم) للتجارة في وبر النسيج من بحيرة سوبيريور إلى ساسكاتشوان (Saskatchewan) الشمالية حيث استخدما أساليب الرحالة الأصليين وارتدوا ملابسهم
- تود فوستر (Todd Foster) وسكوت ميلر (Scott Miller) ومات لوتز (Matt Lutz)- تتبعوا مراسل السي بي اس (CBS) الشهير إريك سيفاريد (Eric Sevaried) في عام 1935 في الطريق الممتد من مينا بوليس (Minneapolis) إلى خليج هدسون (Hudson Bay)، لمسافة 2,250 ميل مربع (3,620 كم).

## مكتبة الصور

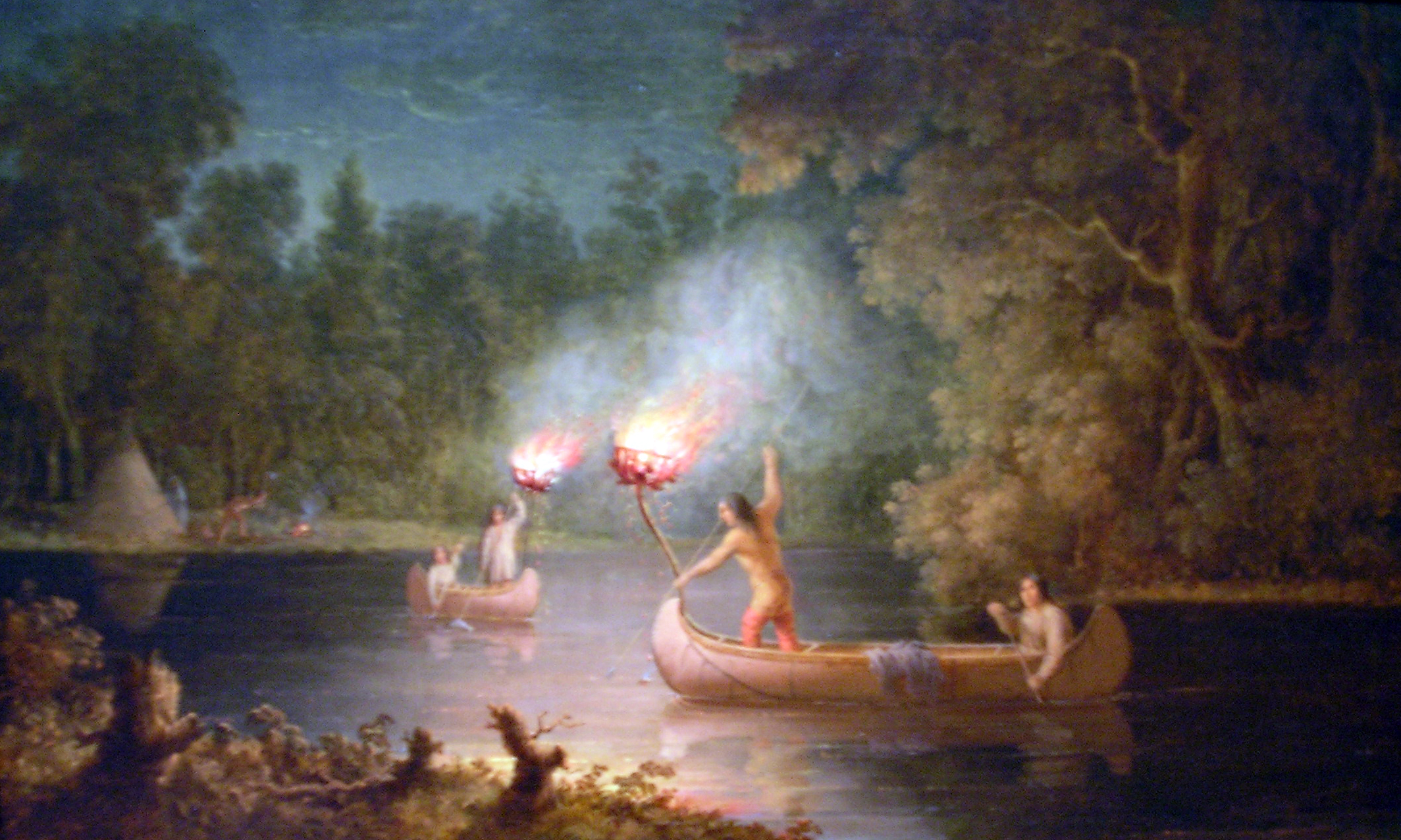
يصطاد سمك السلمون في ضوء المصباح Spearing Salmon By Torchlight, لوحة زيتية لـبول كين (Paul Kane)
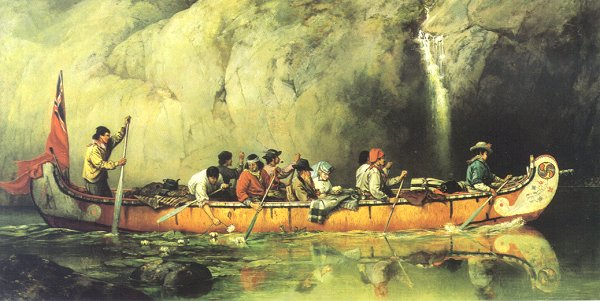
قارب يظهر فيه رحالة يمر خلال شلال المياه (أونتاريو) Canoe Manned by Voyageurs Passing a Waterfall (Ontario)، لوحة زيتية لـ فرانس آن هوبكنز (Frances Anne Hopkins)
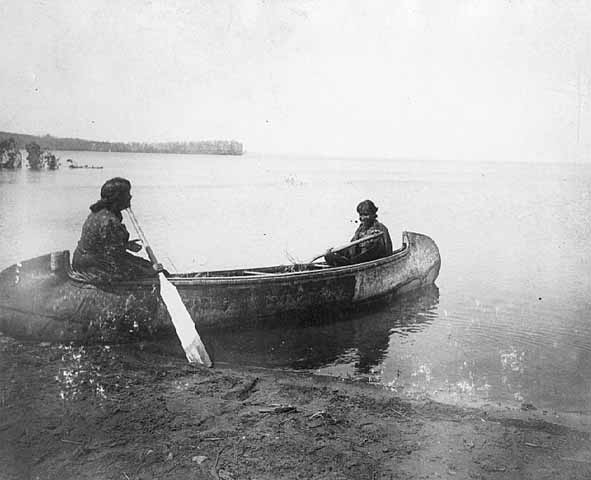
أجيبوي (Ojibwe) امرأة في قارب في بحيرة ليتش (Leech Lake)
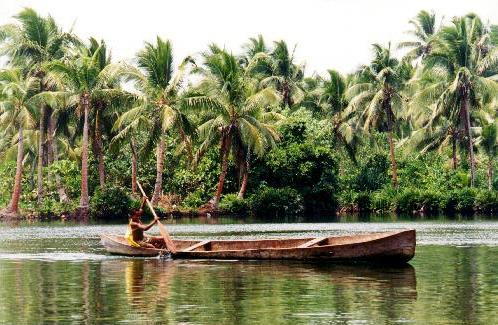
القارب الشجري نوع القوارب المسطحة القاع في جزيرة سليمان (Solomon Islands)
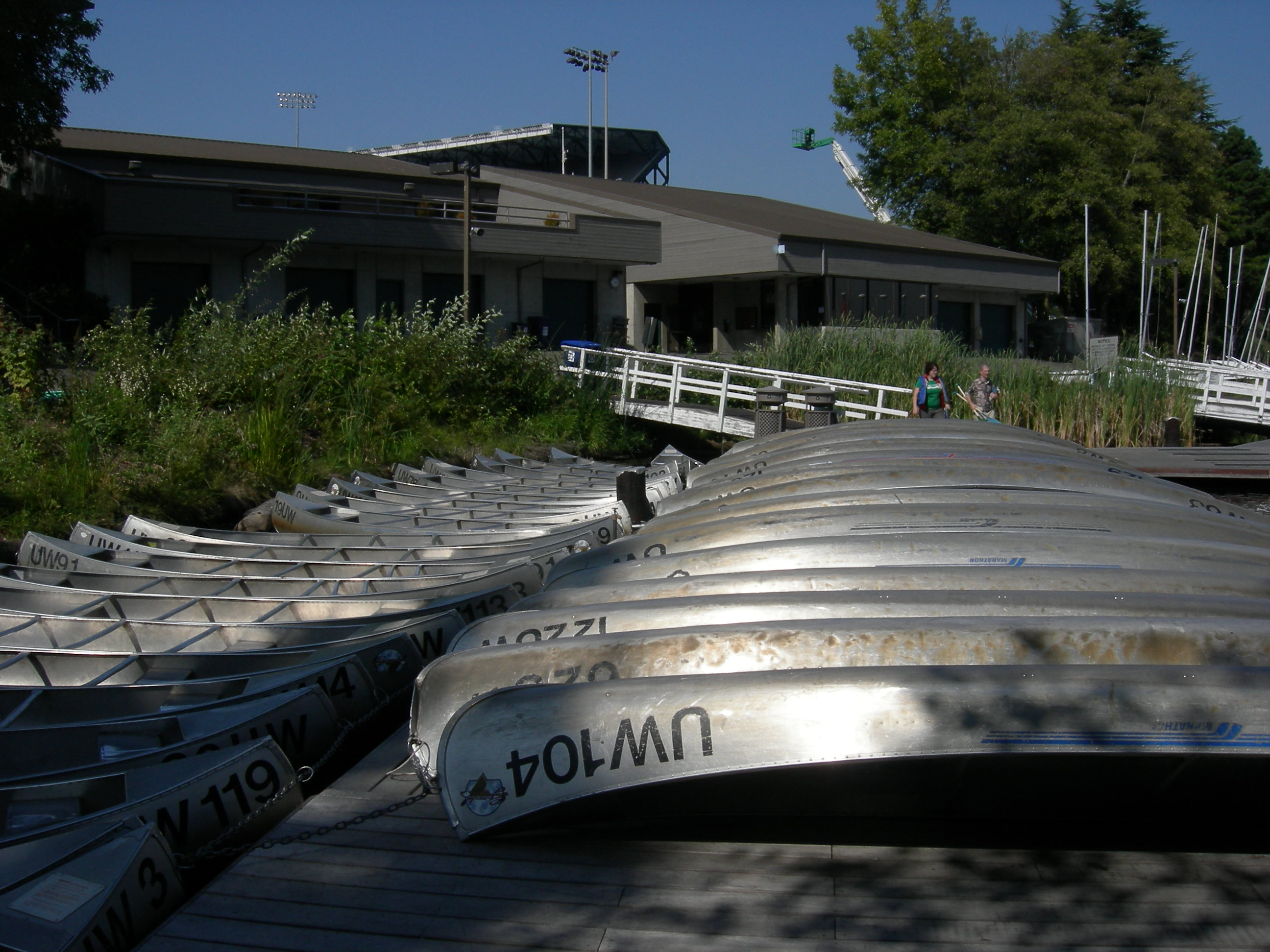
في معرض متحف تراث القوارب في ولاية ويسكونسن (Wisconsin Canoe Heritage Museum)
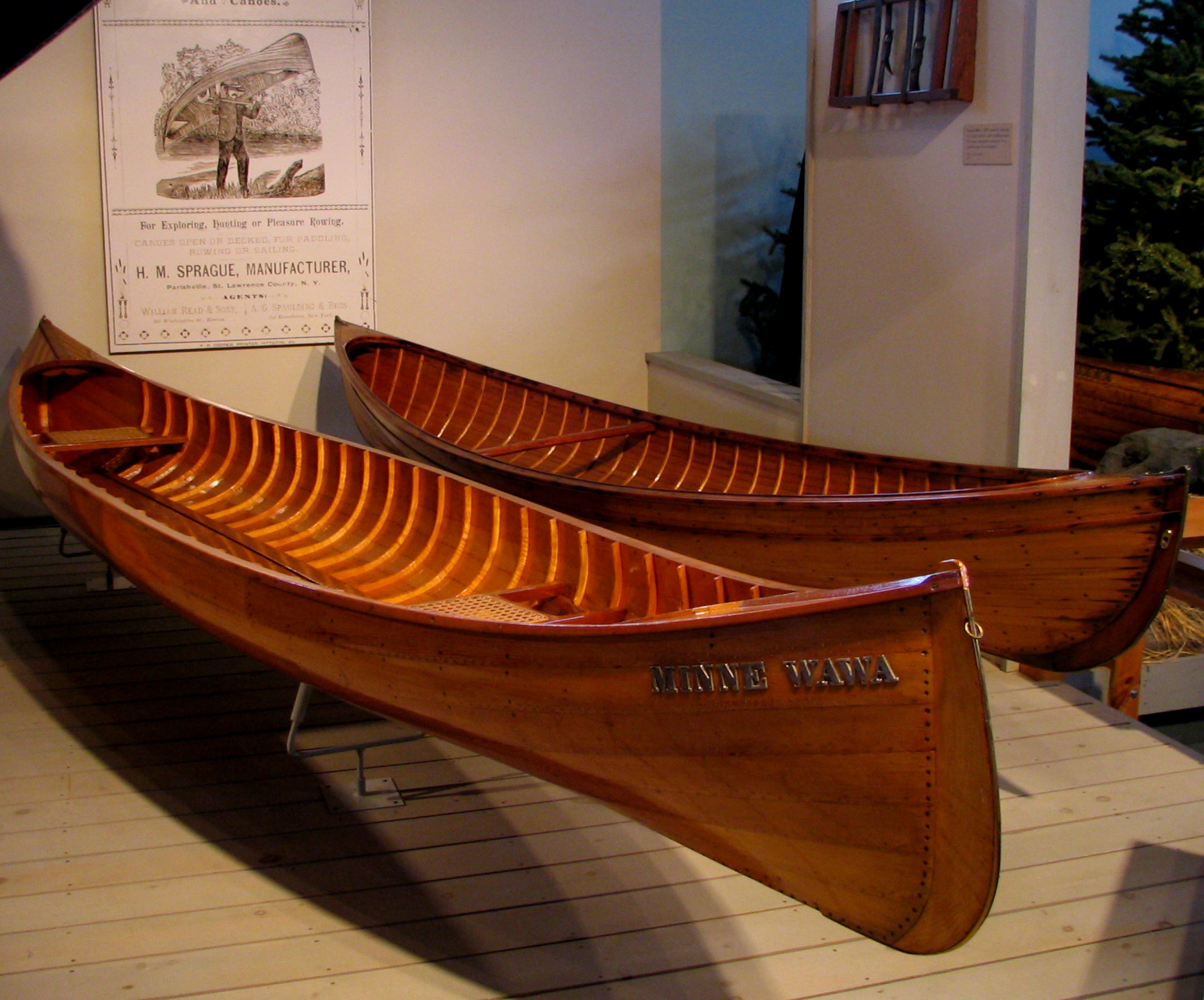
- قوارب مبنية على الطراز القديم قوارب مبنية على الطراز :القديم في متحف آديرونداك (Adirondack Museum)
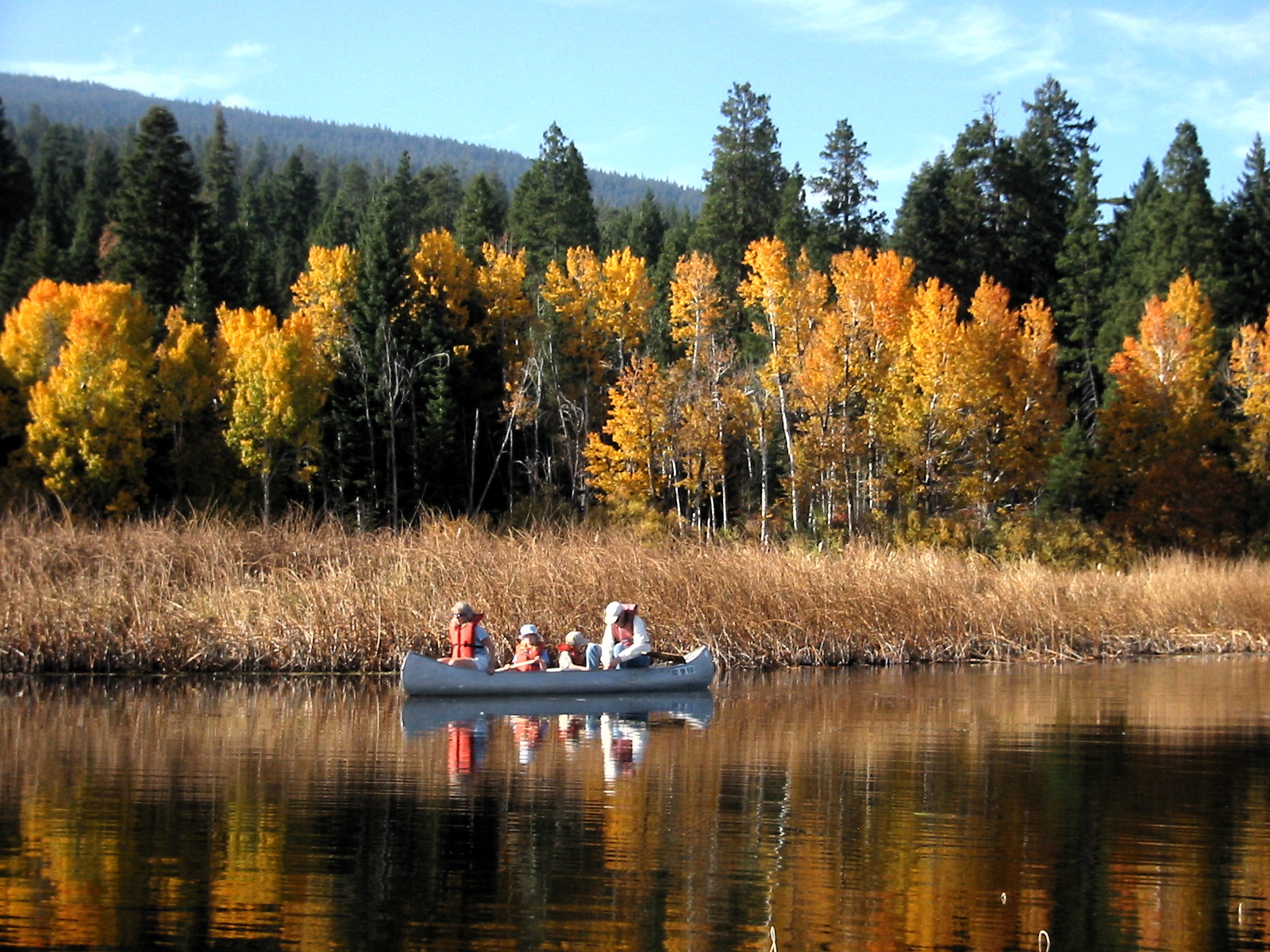
قارب ألومونيوم، بحيرة كلاماث العليا (Upper Klamath Lake)
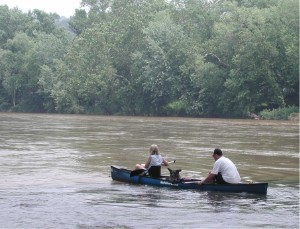
قارب على نهر شيناندوه، وينشستر، فيرجينيا
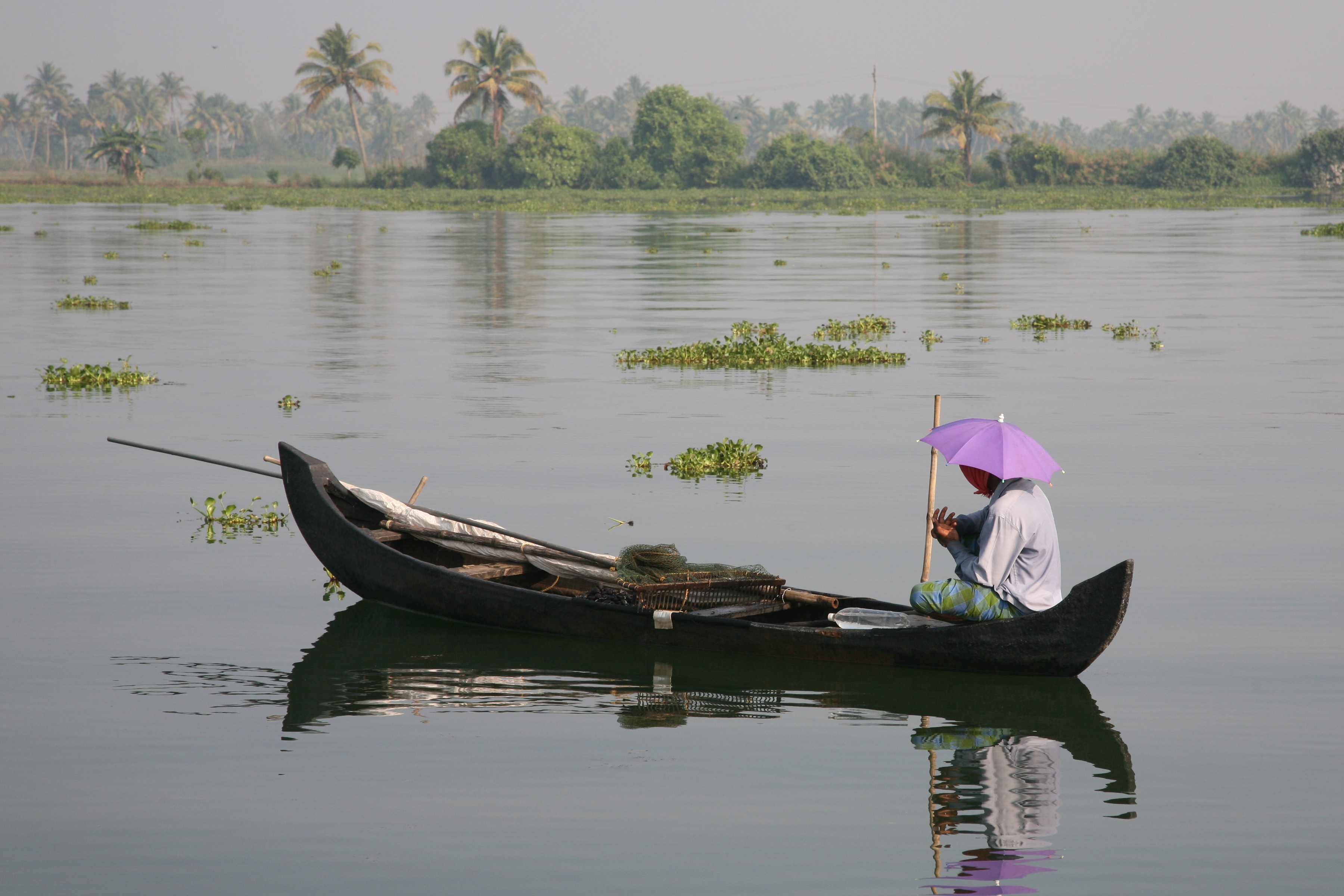
قارب في كيرلا، الهند
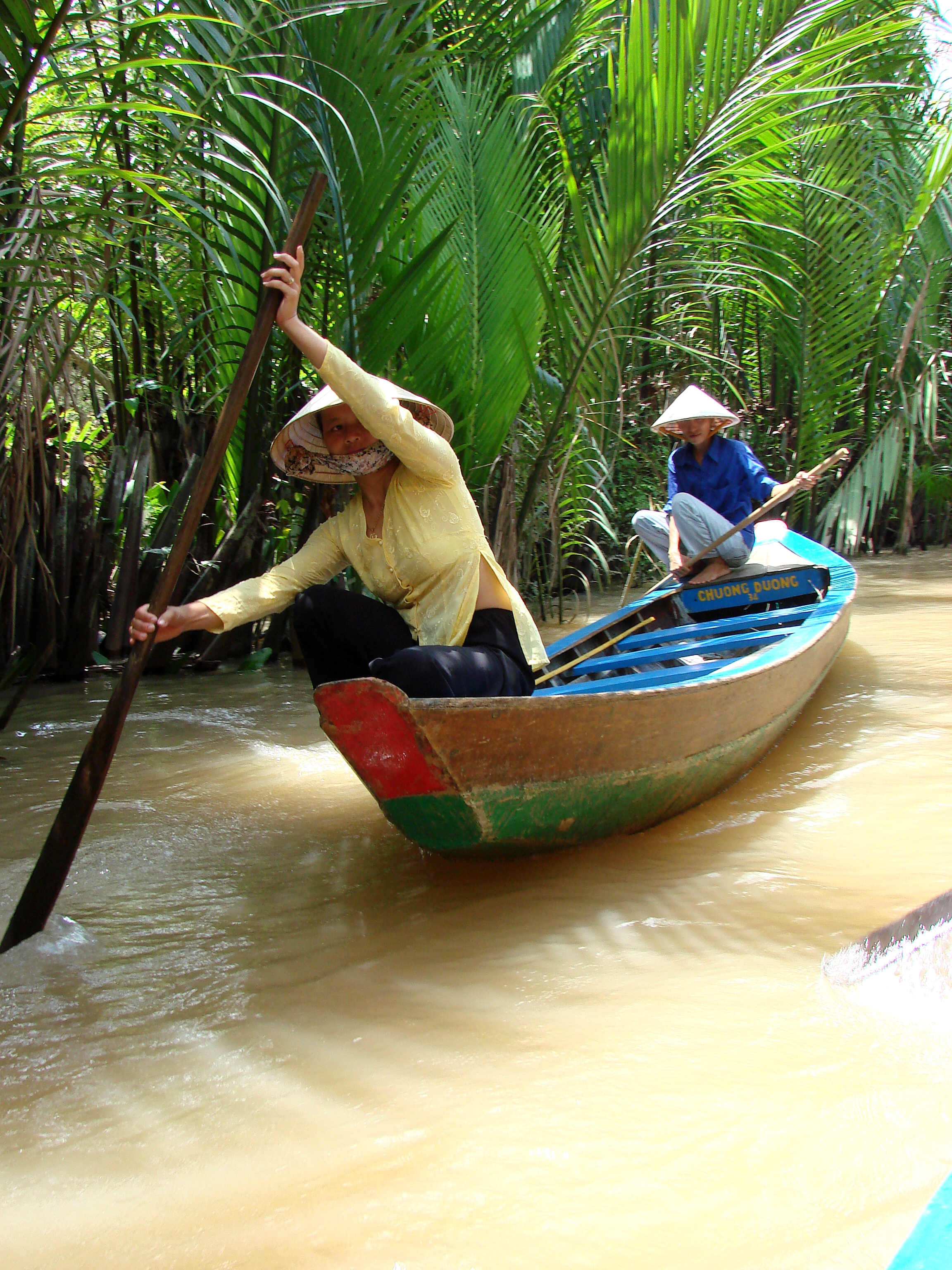
قارب في فيتنام في دلتا الميكونج (Mekong delta)
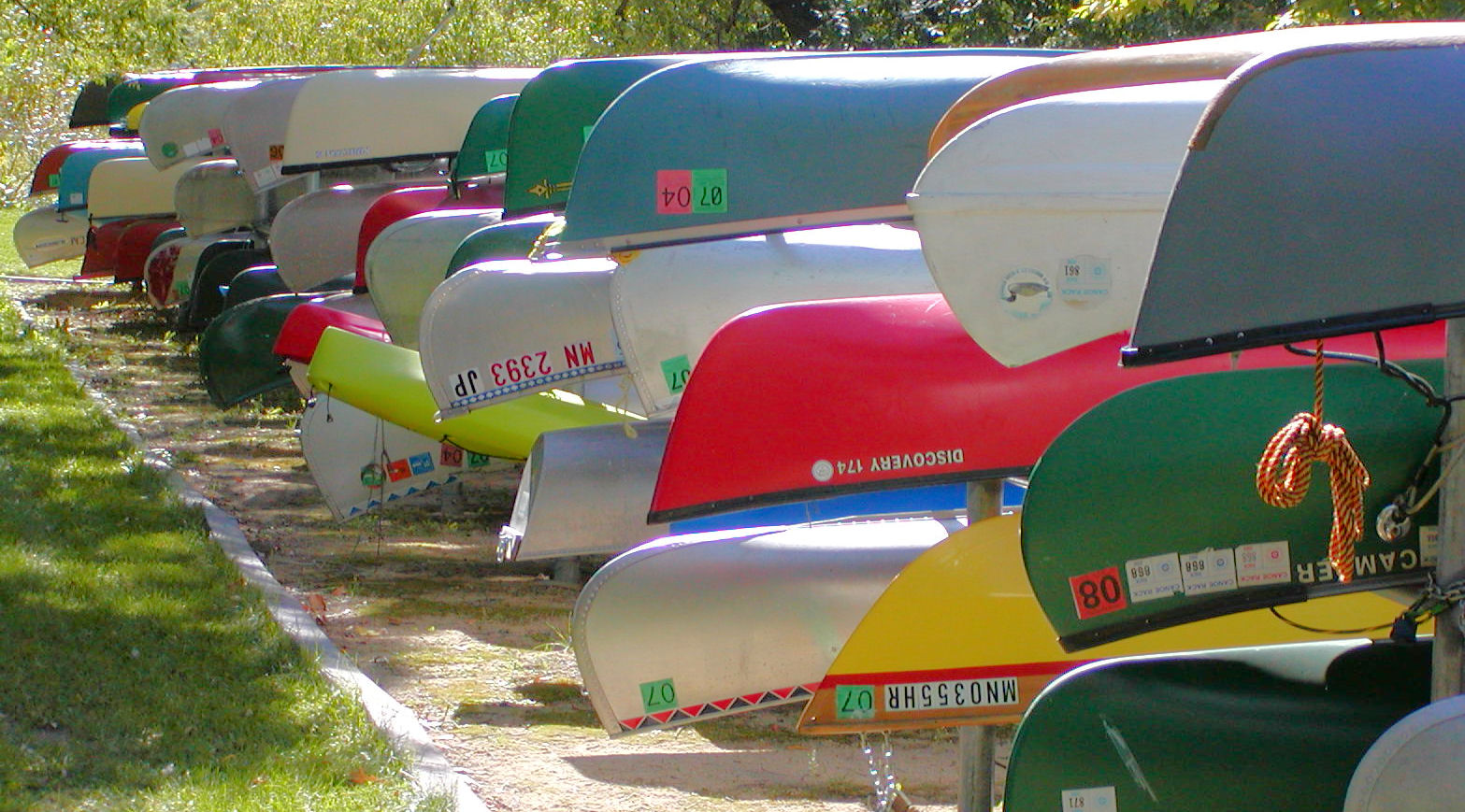
قوارب رأسية على بحيرة هارييت (Lake Harriet) مينا بوليس، مينيوسوتا (Minneapolis, Minnesota)

### كتابات أخرى
- اختيار القارب والعناية به واستخدامه، شركة ماكميلان، نيويورك، 1914 كتبه روبرت بنكرتون Robert E. Pinkerton
- قوارب اللحاء والقوارب الجلدية في أمريكا الشمالية، مؤسسة سميثسونيان (Smithsonian) الصحفية، واشنطن العاصمة 1983، كتبه إدوين تابان أدني (Edwin Tappan Adney) وهوارد الأول شابيل (Howard I. Chapelle)
- القطب والمجداف ونقل البضائع فان نوستراند راينولد (Van Nostrand Reinhold)، نيويورك، 1969 كتبه بيل ريفيري (Bill Riviere)
- مُجدف البرية الكامل الرقم الدولي المعياري 0-394-49347-8، لجيمس ويست ديفيدسون (James West Davidson) وجون روجي (Jon Rugge)
- قارب دولة أمريكا الشمالية، شركة ماكميلان، تورنتو، 1964 لكالفين روتستروم Calvin Rutstrum
- تصميم القارب الإرشادي الأساسي، الرقم الدولي المعياري 0-87742-120-X، لـ جيري ستيلموك
- القارب المصنوع من الخشب والكتان الرقم الدولي المعياري 0-88448-046-1, لجيري ستيلموك ورولين ثورلو
- نجاة قارب اللحاء الرقم الدولي المعياري 0-374-27207-7, لـ جون ماكفي
- مسار المجداف الرقم الدولي المعياري 1-55209-328-X، لـ بيل ماسون
- أغنية المجداف الرقم الدولي المعياري 1-552092—X، لبيل ماسون
- الإثارة في المجداف الرقم الدولي المعياري 1-55209-451-0، لـ بول ماسون
- حرفة التجديف: دليل توضيحي لتصميم القطع الخشبية الرائعة الرقم الدولي المعياري 1-55209-342-5، لتيد موريس (Ted Moores)
- قائمة مصادر قوارب اللحاء  للارس بروزيليوس Lars Bruzelius

## وصلات خارجية
- About.com Paddling: Technique, Safety, Photos, and Gear Reviews نسخة محفوظة 16 مايو 2011 على موقع واي باك مشين.
- The Canadian Museum of Civilization - Native Watercraft in Canada
- International Canoe Federation Homepage
- Canadian Canoe Museum
- History of Canoes in Canada
- Wooden Canoe Heritage Association
- Wisconsin Canoe Heritage Museum
- Canoeing.com: Canoe Design
- Paddling graphics
- An article about Canoeing from The Canadian Encyclopedia.
- Watch a documentary on how to build a bark canoe نسخة محفوظة 25 يناير 2009 على موقع واي باك مشين.
- Excavating Stone Age site Tybrind Vig, Denmark: Dugouts and Paddles
- National Museum of Australia Collection of Australian Aboriginal and Torres Strait Islander canoes.